# Katedralen i Canterbury
Katedralen i Canterbury (engelska: Canterbury Cathedral, fullständigt namn Cathedral and Metropolitical Church of Christ at Canterbury) är en katedral belägen i Canterbury, England och är även en av de äldsta och mest välkända kristna byggnaderna i England. Den är biskopssäte för ärkebiskopen av Canterbury, och därmed moderkyrka för Canterbury stift, Canterbury kyrkoprovins, Engelska kyrkan och Anglikanska kyrkogemenskapen. Samtidigt är katedralen även församlingskyrka för Canterbury församling. 
På grund av Canterburys växande betydelse beordrade den förste normandiske biskopen Lafranc att en katedral skulle byggas i Canterbury på ruinerna av den gamla anglosaxiska katedralen och byggdes om många gånger efteråt. 
År 1170 mördades ärkebiskopen Thomas Becket i katedralen under pågående vesper, vilket ledde till att den snabbt blev ett viktigt vallfärdsmål för pilgrimer som förevigades genom Geoffrey Chaucers Canterbury Tales.
Delar av katedralen förstördes i en brand 1174. Branden och återuppbyggnaden beskrivs av munken Gevase som bevittnade händelserna. Han berättar bland annat om den franske murmästaren Vilhelm av Sens som kom till Canterbury och ledde uppförandet av ett nytt kor. Vilhelm av Sens lät uppföra ett kor i den nya gotiska stilen och detta kom att utgöra inspiration för den efterföljande så kallade engelska gotiken.
Kung Henrik IV och Den svarte prinsen är begravda i katedralen.

## Bilder

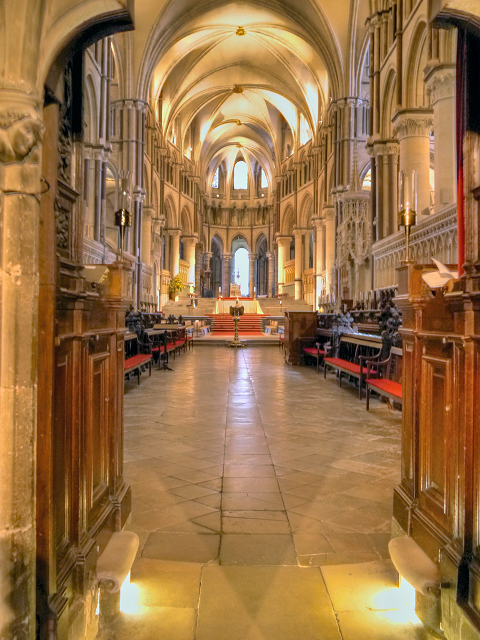
Interiör.
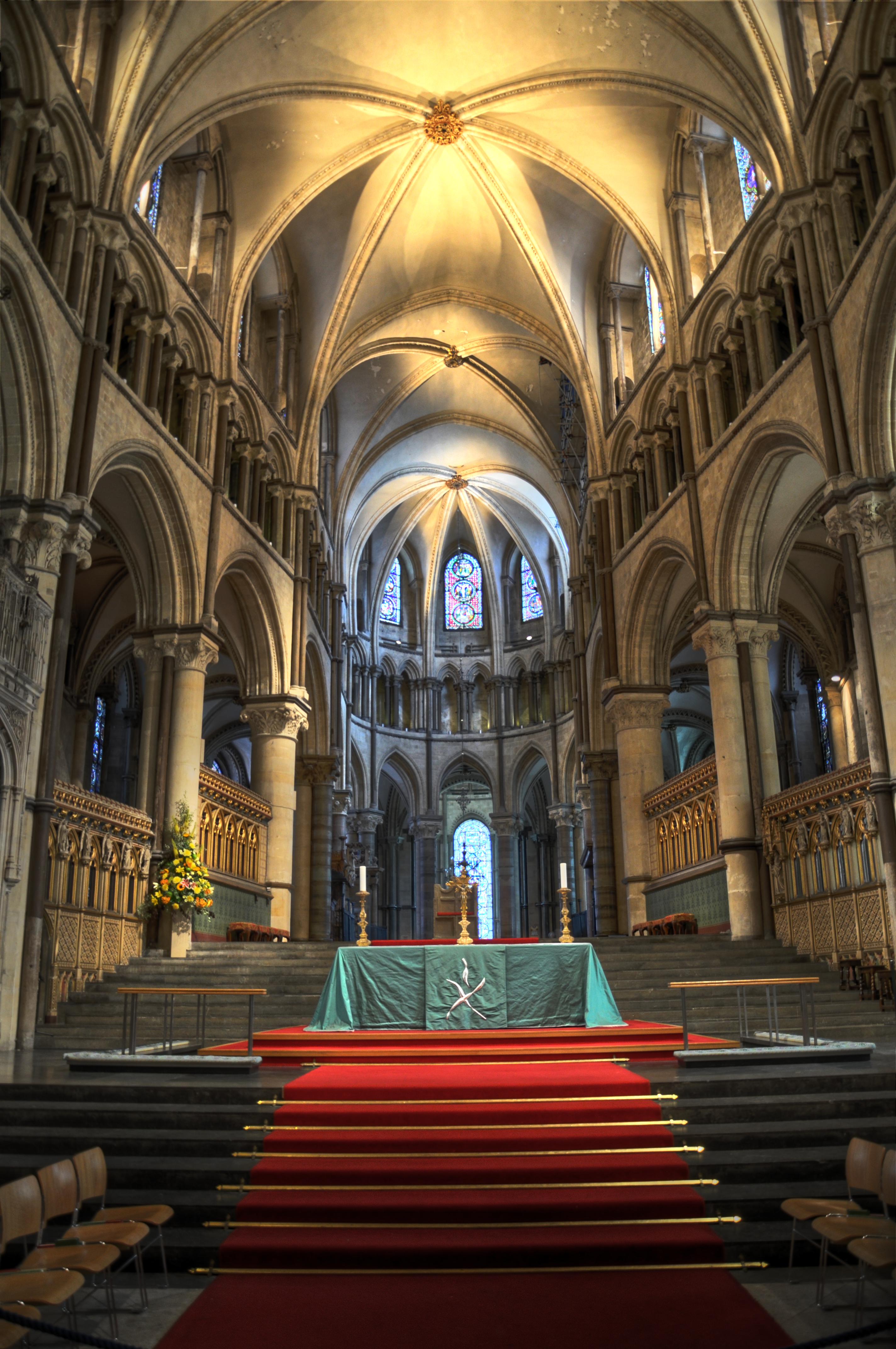
Interiör.
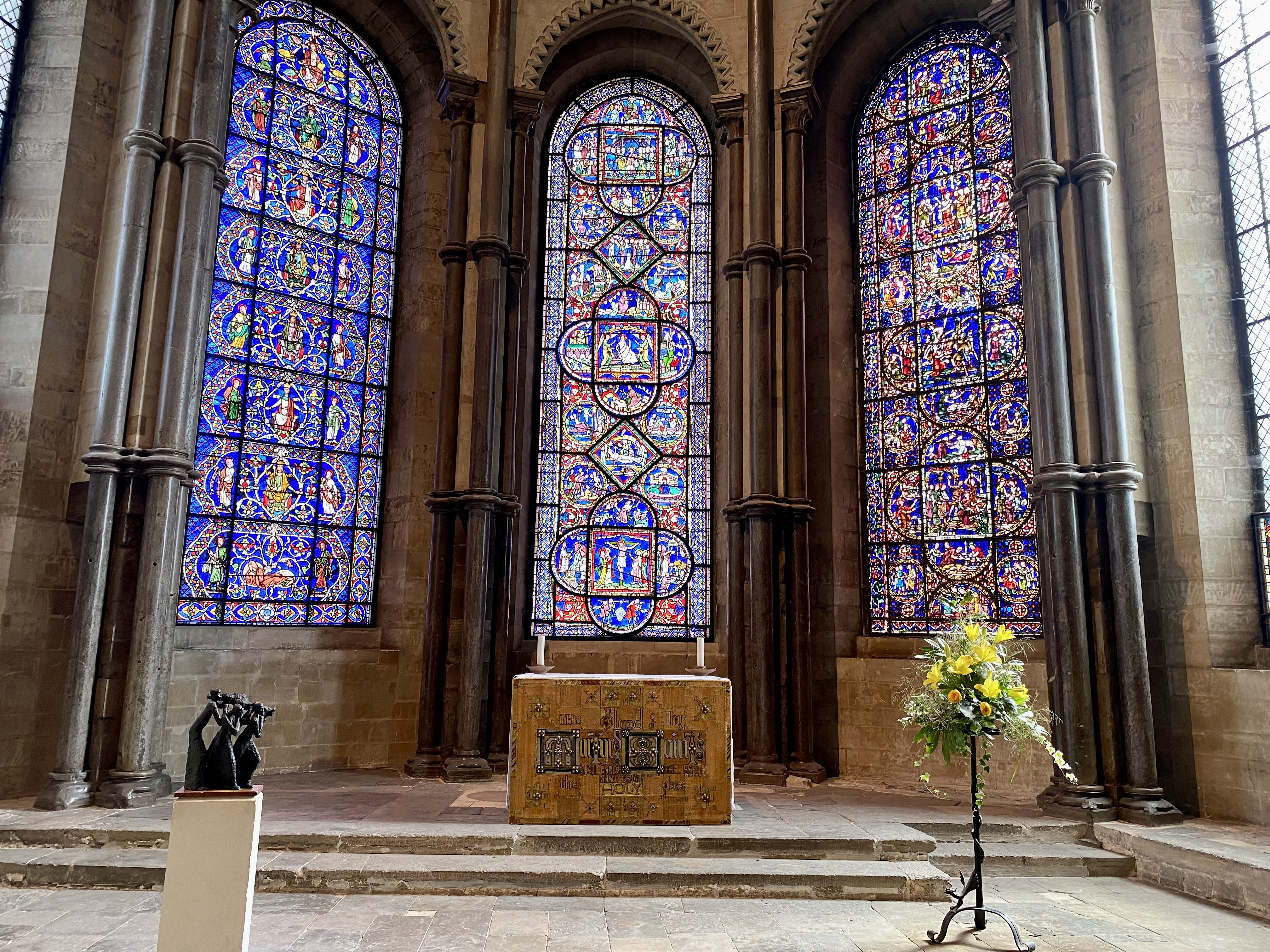
Altaret.
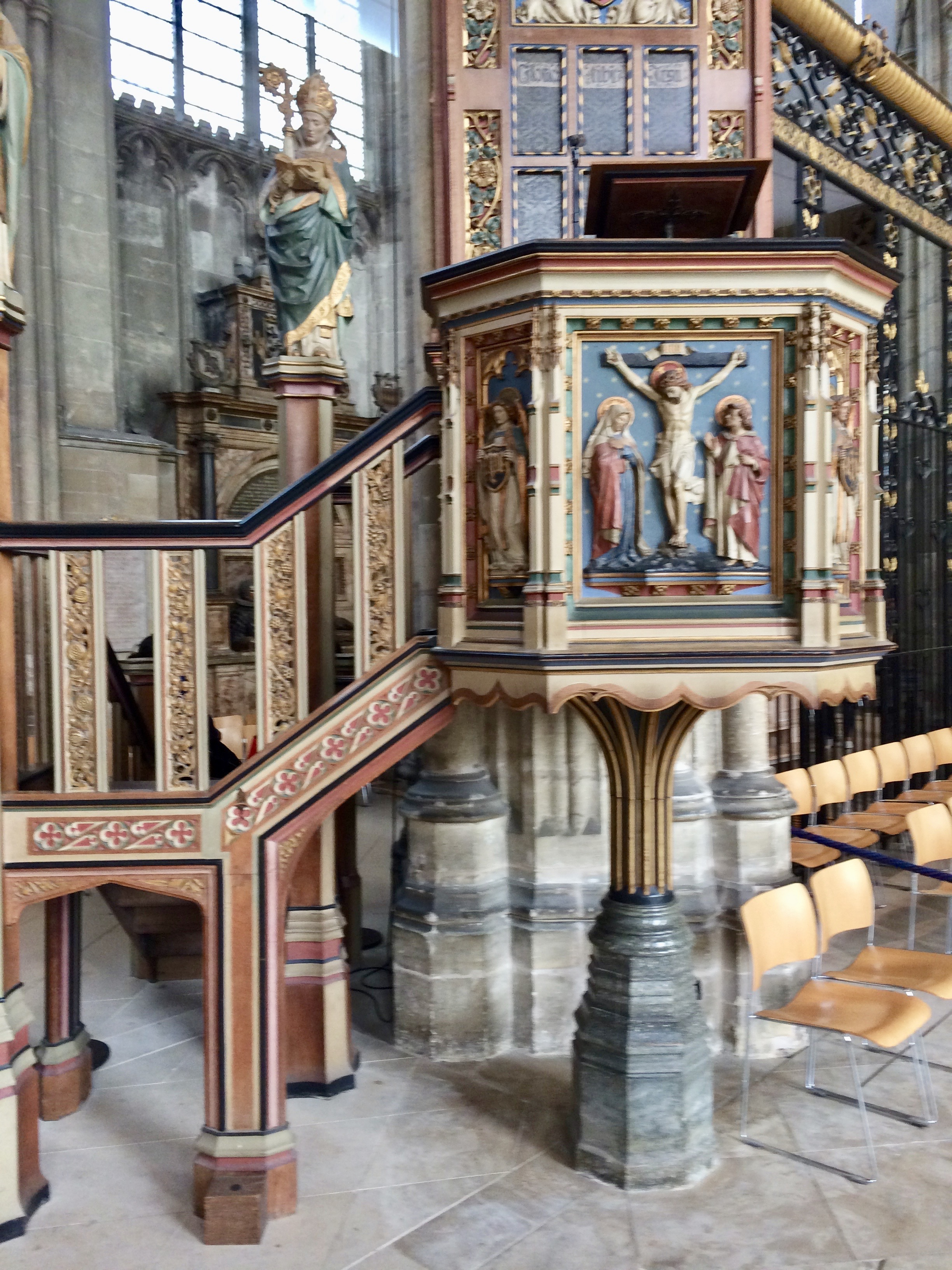
Predikstolen.
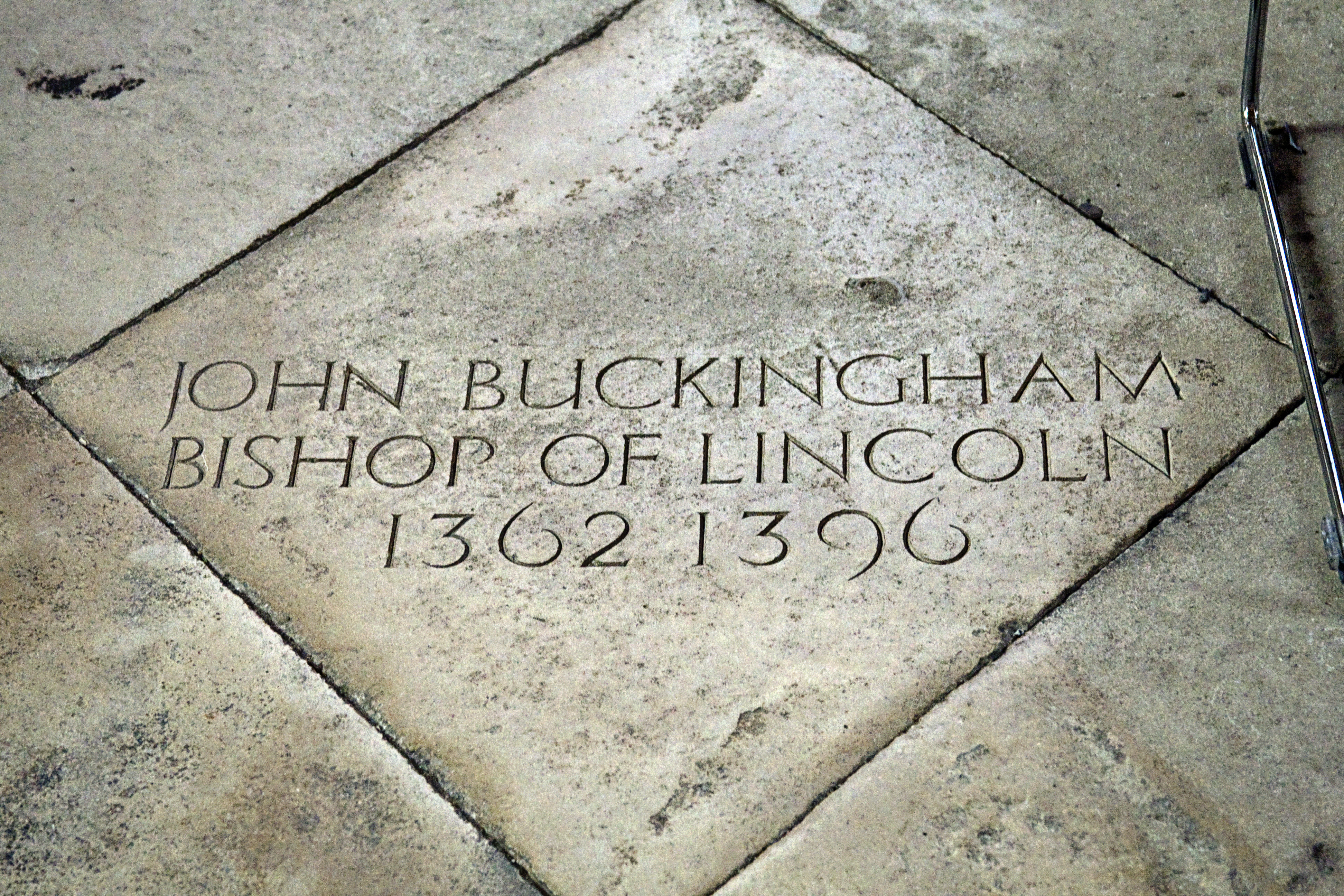
Minnessten över John Buckingham, biskop av Lincoln.
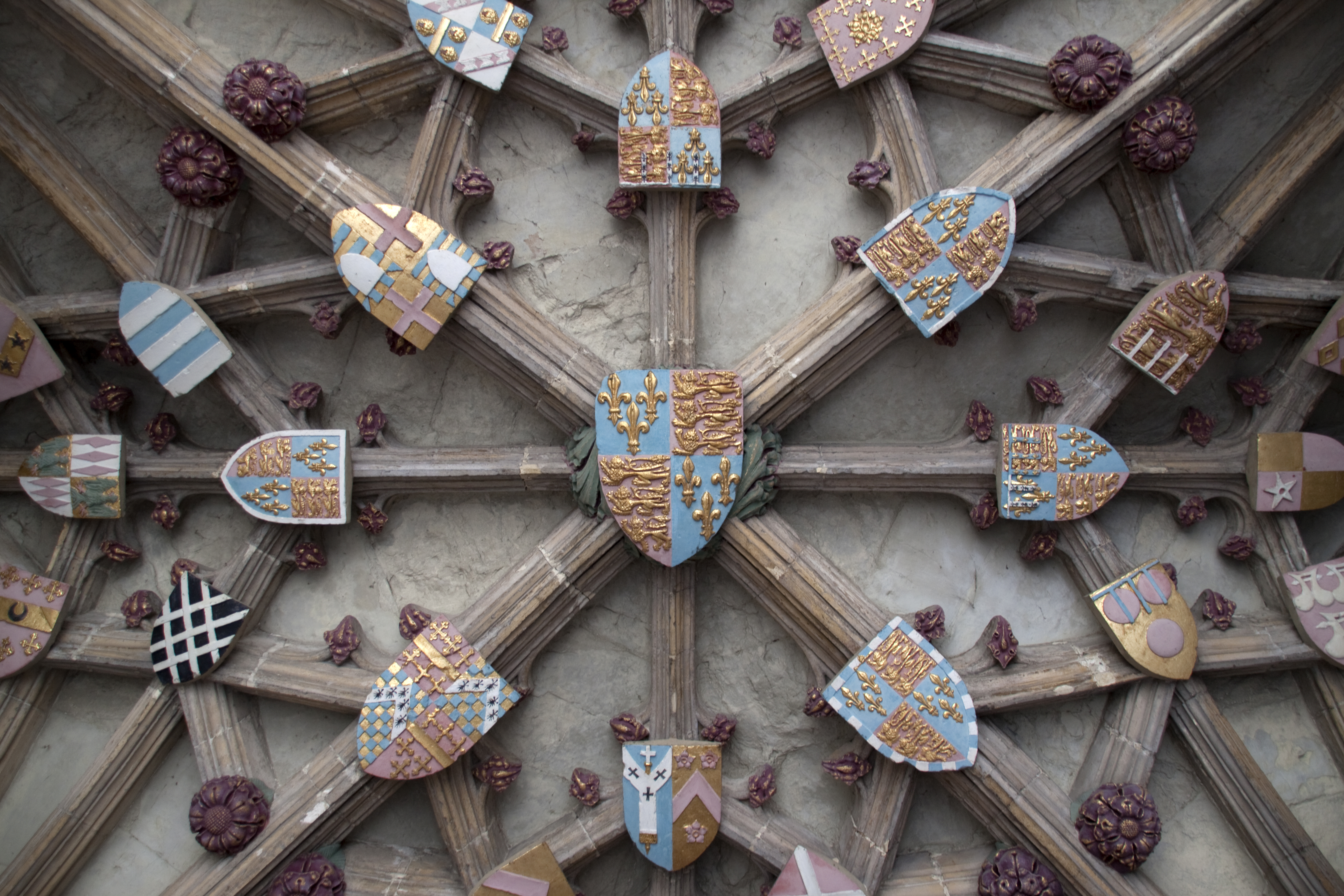
Tak med heraldiska vapen.
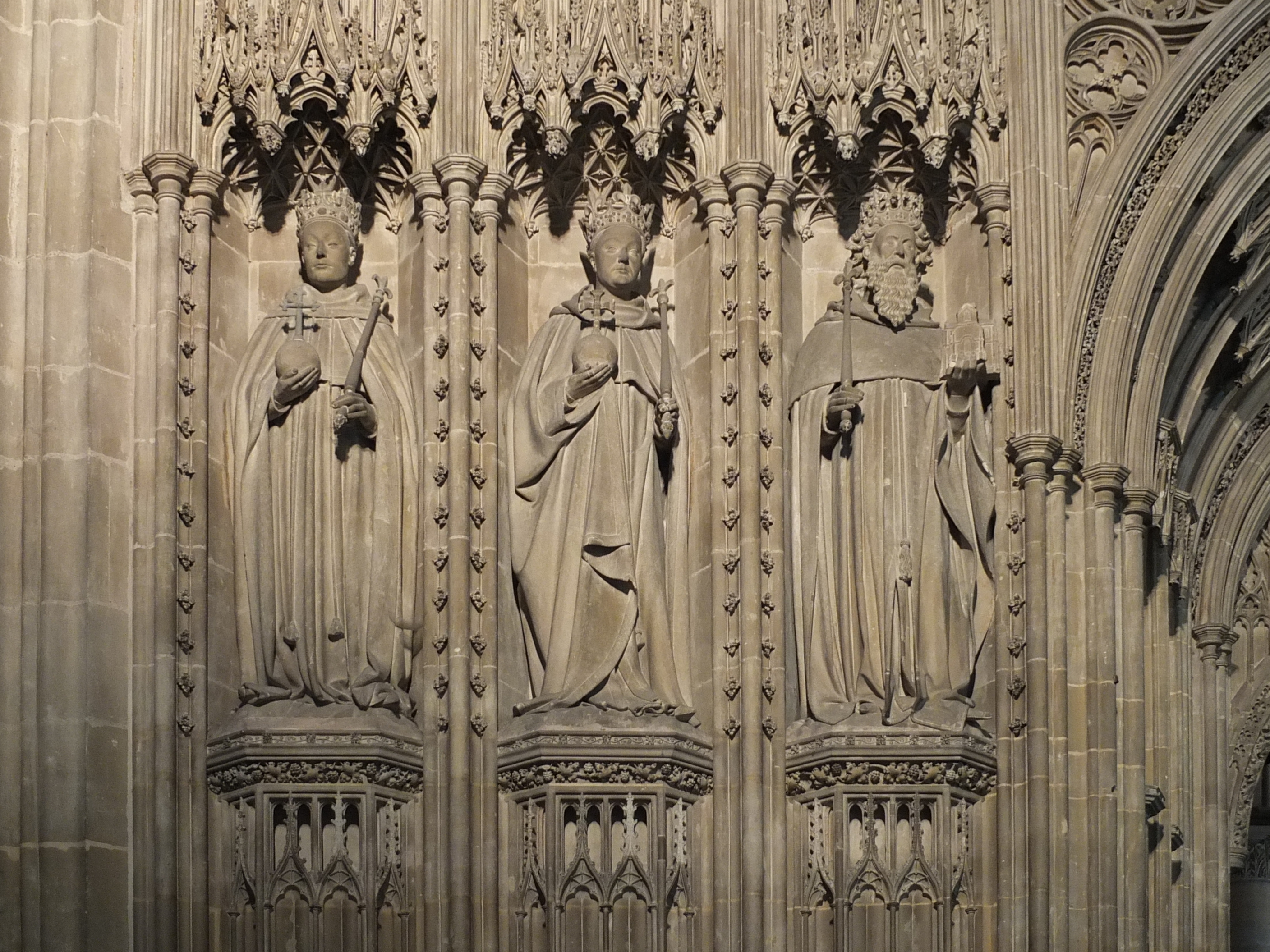
Skulpturer föreställande Henrik V, Rikard II och Ethelbert.